# Hans Christoph von Woldeck
Hans Christoph von Woldeck (né en 1712 en Prignitz et mort le 26 juin 1789 à Berlin) de la maison de Gnevicko est un lieutenant général prussien et commandant du 26e régiment d'infanterie

## Biographie

### Origine
Hans Christoph est issu de la famille noble d'Altmark von Woldeck et est le fils du capitaine royal prussien et seigneur héréditaire de Gnewikow Christoph von Woldeck (1667-1735) et de son épouse Hedwig von Weltzien (de) (1663-1725). Son frère Alexander Friedrich von Woldeck (1720–1795) devient également lieutenant général prussien et gouverneur de Wesel. Deux frères plus jeunes, Otto Philipp, qui meurt en tant que lieutenant dans le régiment de fusiliers de Bülow des suites d'une blessure reçue lors de la bataille de Zorndorf en 1758, et Heinrich Joachim, administrateur royal du district prussien en Prusse, qui a auparavant été au service de la Prusse en tant que lieutenant dans le 8e régiment de dragons von Stosch. Une demi-sœur est mariée au major-général Friedrich Wilhelm Siegmund von der Marwitz.

### Carrière militaire
Woldeck rejoint les cadets prussiens à Berlin le 28 avril 1729. De là, il arrive en 1730 comme enseigne dans le 23e régiment d'infanterie « Sydow ». En 1734, il devient enseigne et en 1738 sous-lieutenant. Le 11 août 1740, il est nommé Premier Lieutenant au nouveau 36e régiment d'infanterie « Münchow ».
Avec le début de la première guerre de Silésie, le régiment marche sur Berlin le 12 février 1741 et de là, il entre en Silésie le 4 mars 1741. En 1742, il participe aux campagnes en Haute-Silésie, où il est stationné à Troppau. Dans la bataille de Wigstadtl, il parvient à déstabiliser le 2e bataillon du 4e régiment de dragons « Kannenberg (de) ». En 1744, Woldeck est au 36e régiment  pendant le siège et la prise de Prague. Le régiment est ensuite affecté au Corps von Nassau (de) et participe aux escarmouches de Kammerburg (de) et de Schwarzkosteletz. Il resta dans ce corps jusqu'à la paix.
Woldeck est nommé capitaine d'état-major le 14 mai 1748 et capitaine à part entière le 28 mai 1753. Durant la guerre de Sept Ans, il combat à Lobositz (1er octobre 1756). Un bataillon du régiment se bat si bravement qu'il est autorisé à jouer la marche des grenadiers. Le 21 avril 1757, il combat à Reichenberg, le 18 juillet à Kolin, le 22 novembre à Breslau et le 5 décembre à Leuthen. Le régiment est loué par le roi comme étant particulièrement courageux. Le 1er juillet 1759, Woldeck est promu major. Lors de la bataille de Maxen, il est fait prisonnier par les Autrichiens, dont il n'est libéré qu'après la paix de Hubertusburg. Woldeck retourne dans son régiment et devient lieutenant-colonel vers 1767. Le 1er juin 1771, il devient colonel et le 23 mars 1778, général de division et commandant du 26e régiment d'infanterie. Durant la guerre de Succession de Bavière, il commande une brigade du corps du prince Henri. Après la guerre, il devient lieutenant général le 6 mai 1786. Il meurt à Berlin le 26 juin 1789. Bien qu'il ne soit pas marié, il laisse derrière lui un fils, également appelé Hans Christoph von Woldeck, et une fille.